# MGM Animation/Visual Arts
MGM Animation/Visual Arts fue un estudio de animación fundado en 1962 por el director Chuck Jones y el productor Les Goldman como Sib Tower 12 Productions. Produjo trabajos como Tom y Jerry, El Grinch: el Cuento Animado y The Phantom Tollbooth, todos distribuidos en televisión o cine por Metro-Goldwyn-Mayer.

## Historia
El estudio fue fundado luego que Jones perdiera su trabajo en Warner Bros. Cartoons, donde fue director de las series Looney Tunes y Merrie Melodies. En 1963, Sib Tower 12 recibió un contrato de Metro-Goldwyn-Mayer para producir una nueva serie animada de Tom y Jerry. Los cortometrajes fueron exitosos, y MGM compró Sib Tower 12 studio y lo renombró MGM Animation/Visual Arts en 1964. El estudió continuó con Tom y Jerry hasta 1967, con un total de treinta y cuatro cortometrajes.
Además de los cortos de Tom y Jerry, Jones trabajó en dos cortometrajes animados para el cine. El primero, The Dot and the Line: A Romance in Lower Mathematics (1965), fue una pieza abstracta basada en un libro de Norton Juster. Ganó el Oscar al mejor cortometraje animado de 1965. En 1967, Jones colaboró con miembros de Warner Bros. para hacer The Bear That Wasn't, adaptación de un libro infantil de 1943 por Tashlin sobre un oso que no cree ser oso.
El estudio también hizo trabajos para televisión, produciendo tres exitosos especiales. El primero fue una adaptación de 1966 de  ¡Cómo El Grinch robó la Navidad! por Dr. Seuss, que se ha convertido en un ícono de la festividad. En 1969, Jones fue el primero en adaptar Pogo de Walt Kelly a la animación, creando The Pogo Special Birthday Special. El tercero fue otra adaptación de Seuss, Horton Hears a Who!, estrenado en 1970.
El trabajo más ambicioso del estudio fue la película de 1970 The Phantom Tollbooth, adaptada de otro libro de Norton Juster. MGM cerró el estudio de animación en 1970, y prácticamente todos los empleados siguieron a Jones en su nuevo proyecto, Chuck Jones Productions.

## Trabajos importantes

### Cortometrajes animados
- Tom y Jerry (1963 - 1967)
- The Dot and the Line: A Romance in Lower Mathematics (1965)
- The Bear That Wasn't (1967)

### Televisión
- El Grinch: el Cuento Animado  (1966)
- The Pogo Special Birthday Special
- Horton Hears a Who! (1970)

### Películas
- The Phantom Tollbooth (1970)